# Luopu Yuan’an
Luopu Yuan’an (chiń. 洛浦元安, pinyin Luòpǔ Yuán’ān; kor. 락포원안 Lakp’o Wŏnan; jap. Rakuho Gen’an; wiet. Rặc Phố Nguyên An; ur. 834, zm. 898) – chiński mistrz chan z Południowej szkoły chanu.

## Życiorys
Luopu pochodził z Linyou, które obecnie znajduje się w prowincji Jiangxi.
W wieku 20 lat został pełnym mnichem. Był dobrze wykształcony w tekstach buddyjskich i doktrynie buddyjskiej. Przez dłuższy czas praktykował u mistrza Linjiego Yixuana i został jego osobistym służącym.
Według jego biografii otrzymał także przekaz Dharmy od mistrza Linjiego.
Pewnego razu Linji wychwalał Luopu przed kongregacją mnisią, mówiąc Oto strzała szkoły Linjiego. Kto ośmieli się mu się przeciwstawić? Linji dokonał przekazu Dharmy dla Luopu, nadając mu imię Yizu (Już Kompletny).
Po praktyce u Linjiego Luopu udał się na południe i przez wiele lat praktykował chan pod kierunkiem mistrza chan Jiashana Shenhui. Ostatecznie osiągnął wielkie oświecenie i został spadkobiercą jego Dharmy.
Po opuszczeniu mistrza początkowo przebywał w Lizhou na górze Luopu, która znajduje się w powiecie Li prowincji Hunan. Po jakimś czasie przeniósł się do Suxi w dzisiejszej prowincji Hunan.
Był uważany za bardzo dobrego nauczyciela chanu i uczniowie przychodzili do niego z całych Chin.
Zmarł drugiego dnia 12 miesiąca 898 r.
Mistrz miał 10 spadkobierców Dharmy.

## Linia przekazu Dharmy zen
Pierwsza liczba oznacza liczbę pokoleń mistrzów od 1 Patriarchy indyjskiego Mahakaśjapy.
Druga liczba oznacza liczbę pokoleń od 28/1 Bodhidharmy, 28 Patriarchy Indii i 1 Patriarchy Chin.
- 33/6. Dajian Huineng (638–713)
  - 34/7. Qingyuan Xingsi (660–740)
    - 35/8. Shitou Xiqian (700–790)
      - 36/9. Yaoshan Weiyan (751–834)
        - 37/10. Chuanzi Decheng (Huating Dejian)(bd)
          - 38/11. Jiashan Shanhui (805–881)
            - 39/12. Luopu Yuan’an (834–898)
              - 40/13. Qianfeng Chuanchu (bd)